# German Mills Creek
German Mills Creek är ett vattendrag i Kanada.   Det ligger i provinsen Ontario, i den sydöstra delen av landet, 300 km sydväst om huvudstaden Ottawa.
Runt German Mills Creek är det i huvudsak tätbebyggt. Runt German Mills Creek är det mycket tätbefolkat, med 4 039 invånare per kvadratkilometer.